# 吉川和篤
吉川和篤（よしかわ かずのり、1964年3月 - ）は、日本の軍事研究家、イラストレーター。デチマ・マスRSI戦友会協会会員、震洋会準会員。
『イタリア軍入門』の著書を始め、イタリア軍関係の記事を多く執筆している。また、ドイツ軍装関係の解説記事やミリタリーイラストも商業誌に掲載。かつては『ストーミングイーグルス』（大日本絵画）の表紙カバーイラストも手掛けた。現在『MILITARY CLASSICS』誌で「Benvenuto!知られざるイタリア将兵録」を、『タミヤニュース』で「第二次大戦イタリア軍装備解説」を連載中。

## 人物
香川県高松市生まれ。幼少の頃はプラモデルから始まったドイツ空軍戦史や戦闘機に傾倒して過ごし、成人してから軍装収集・研究を趣味としていた。1990年代よりイタリア軍装の魅力に惹かれ、その後イタリア軍戦史、特にイタリア社会共和国（RSI）軍研究にも手を拡げ、広告会社でアートディレクターとして勤務の傍ら、イタリアに通っては直接退役軍人と会って取材し、各地の慰霊祭に参加または戦場を訪ねるフィールドワークに勤しんでいる。2002年には一年近くイタリアに在住し、イタリア語の習得やイタリア軍研究を実地で行った。また、軍装の知識を活かしてタミヤからリニューアル発売されたセモベンテ、カーロ・アルマートM13/40のキットに付属したイタリア兵士フィギュアの考証も行う。さらにアニメーター修行の経歴から萌え系イラストも描け、『MC☆あくしず』17号のイタリア軍特集では自らイタリア軍美少女イラストも手掛け、アニメ「ガールズ&パンツァー」再放送第7話のエンドカードも描いている。

## 著書

### 自著
- Viva! 知られざるイタリア軍（イカロス出版 2012年5月）
- 上海海軍特別陸戦隊 写真集（大日本絵画 2012年12月）
- 八九式中戦車写真集（イカロス出版 2015年11月）
- 日本の豆戦車写真集（イカロス出版 2016年11月）
- イタリアの豆戦車写真集（イカロス出版 2017年11月）
- Benvenuto! 知られざるイタリア将兵録（イカロス出版 2018年11月）
- Avanti Camerati!（伊太利堂）
  - Vol.1「デチマ・マス師団特集」（2008年12月）
  - Vol.2「RSI治安部隊特集」（2009年8月）
    - 増補改訂版（伊太利堂 2012年12月）

  - Vol.3「RSI空挺部隊特集」（2009年12月）
- I Soldati Italiani（伊太利堂）
  - Vol.1「イタリア陸軍写真集」（2010年8月）
  - Vol.2「イタリアRSI軍写真集」（2010年12月）
  - Vol.3「イタリアMVSN軍写真集」（2012年8月）
- 上海海軍特別陸戦隊写真集（伊太利堂）
  - 其の一（2011年8月）
  - 其の二（2011年12月）
  - 其の二（2018年8月）
- 写真集（伊太利堂）
  - 日本の豆戦車（2013年8月）
  - イタリアの豆戦車（2013年12月）
    - 増補改訂版（2014年8月）

  - 八九式中戦車（2013年12月）
  - 続・日本の豆戦車（2014年8月）
  - 日本の機関銃（2015年12月）
  - 九七式中戦車（2016年6月）
  - 九五式中戦車（2016年12月）
  - レオネッサ機甲師団/P40型重戦車（2017年8月）
  - ルノー甲型軽戦車（2017年12月）
  - サン・ジウスト機甲騎兵集団/M13中戦車（2018年12月）
  - 陸軍戦車第二連隊（2019年8月）

### 共著
- イタリア軍入門（イカロス出版 2006年3月）
- WWIIイギリス・フランス・イタリア・フィンランド・ハンガリーの戦車（イカロス出版 2017年11月）

### 書籍寄稿
- フィンランド軍入門（イタリア海軍派遣記事）（イカロス出版 2007年8月）

### ゲスト出演
- 萌えよ!戦車学校III型（イカロス出版 2008年6月）
  - 『萌えよ!戦車学校II型』にて語られたヨタ話（イタリア軍は砂漠でパスタを茹でていた）を訂正するために登場し、史実の解説を行った。

### 翻訳
- アニメ『ヨルムンガンド』3話劇中でのチナツと師匠のイタリア語会話を翻訳監修（2012年）

### 資料
- アニメ『ガールズ&パンツァー』
  - TVシリーズへの戦車関係の一次資料協力（2012年）
  - OVAへの戦車、軍装、イタリア語関係の監修と資料協力（2014年）
  - 劇場版への戦車、軍装、イタリア語関係の監修と資料協力（2015年）
  - 最終章への戦車、軍装、イタリア語関係の監修と資料協力（2017年〜）

### インタビュー
- MG.DVDブックシリーズ8 緑の悪魔1939-1943（DVD鑑賞ガイド）（大日本絵画 2006年）
- グレートメカニックDX27号「真のイタリア道を語る」（双葉社 2013年12月）
- ホビージャパンエクストラ2014 spring 杉山潔との対談（ホビージャパン 2014年3月）
- 月刊戦車道別冊2号「プロジェクトG」（バンダイビジュアル 2014年4月）
- メガミマガジン 2014年8月号 岡部いさくとの対談（学研 2014年6月）
- キネマ旬報 2014年12月号 岡部いさくとの対談「戦争映画のリアリズム」（キネマ旬報社 2014年12月）
- ガールズ&パンツァー
  - OVA劇場公開用パンフレット 柳野啓一郎との対談（ムービック 2014年7月）
  - OVA「これが本当のアンツィオ戦です!」BDスタッフコメンタリー 杉山潔、岡部いさく、鈴木貴昭とのオーディオコメンタリー出演（バンダイビジュアル 2014年7月）
  - 劇場版BDスタッフコメンタリー 杉山潔、岡部いさく、鈴木貴昭、齋木伸生、田村尚也とのオーディオコメンタリー出演（バンダイビジュアル 2016年5月）
  - 劇場版シネマティック・コンサートBDスタッフコメンタリー 杉山潔、岡部いさく、鈴木貴昭、齋木伸生、田村尚也とのオーディオコメンタリー出演（バンダイビジュアル 2017年12月）
  - ガールズ&パンツァー博覧会 音声ガイド出演（バンダイビジュアル 2017年12月）
  - 第63回戦車道全国高校生大会総集編BDスタッフコメンタリー 杉山潔、岡部いさく、鈴木貴昭、齋木伸生、田村尚也とのオーディオコメンタリー出演（バンダイビジュアル 2018年2月）
  - 最終章第1話BDスタッフコメンタリー 杉山潔、岡部いさく、鈴木貴昭、齋木伸生、田村尚也とのオーディオコメンタリー出演（バンダイビジュアル 2018年3月）

### 雑誌連載・掲載
- MILITARY CLASSICS（イカロス出版）
- MC☆あくしず（イカロス出版）
- アーマーモデリング（大日本絵画）
- モデルグラフィックス（大日本絵画）
- ホビージャパン（ホビージャパン）
- タミヤニュース（タミヤ）
- グランドパワー（ガリレオ出版）
- PANZER（アルゴノート出版）
- 丸（光人社）
- 歴史群像（学研）